# Ле Бон Вілер
Ле Бон Віле́р — комуна у Валлонії, розміщена у провінції Ено, округ Шарлеруа. На площі 42,55 км² проживають 8 860 чоловік, з яких 48,24 % — чоловіки та 51,76 % — жінки. Середній річний прибуток на душу населення 2003 року становив 13 433 євро.